# 雷霆归来 最终幻想XIII
《雷光归来 最终幻想XIII》是由日本遊戲製作商史克威爾艾尼克斯第一開發部負責開發，史克威爾艾尼克斯發售的動作角色扮演遊戲，对应 PlayStation 3、Xbox 360和Windows平台。游戏最初于2013年11月在日本、台湾和香港的PlayStation 3和Xbox 360平台發售，2014年2月在欧洲和北美发售。本作亦是“新的水晶故事 最终幻想”系列的一部分，作為《最終幻想XIII-2》的續篇，為自《最終幻想XIII》開始的三部曲作完結。《雷霆归来》在游戏系统上进行了大幅改进，采用动作导向的战斗系统。玩家可自定义角色的装备。游戏采用昼夜周期系统，玩家只有13天去阻止世界末日降臨，遊戲中某些行动会延迟时间流逝，而有些行动则会加剧末日进程。
游戏故事发生在前作的500年后，雷霆被神祇布涅貝哲选为“解放者”，在末日前的13天从水晶状态被唤醒，来拯救这个世界和她的朋友。在旅途中，她得知了两个世界命运的真相和布涅貝哲的真正目的。
游戏开发始于2012年5月，在《XIII-2》最后一个DLC发布后不久，于当年的最终幻想系列25周年纪念活动上公布訊息。本作由史克威尔第一开发部开发，有大部分前作的主创人员參與，tri-Ace在图形设计上提供帮助。开发团队吸收了對上两部游戏的批评意见，希望以本作為雷霆的故事和《最终幻想XIII》系列世界观作結。游戏在日本发售的第一周销量即达27.7万套，在2013年最畅销游戏榜中排名第17。

## 游戏玩法
玩家以第三身角度直接操控雷光，在遊戲中與非玩家角色、物件和敵人進行互動。玩家可轉動畫面角度，對遊戲環境進行全方位視察。雷光可攀上梯子、自由跳躍、以及在一定時間內奔跑。為配合雷光徒步探索世界的設定，遊戲世界能配合雷光作出比例調節。其中一遊戲區域容許雷光騎乘陸行鳥。遊戲中，玩家可在開放式世界中自由探索，前往城鎮和郊野，以及從非玩家角色接受支線任務。
遊戲設有三個難度：簡易（Easy）、正常（Normal）及困難（Hard），後者須完成遊戲一次才會解除。遊戲完成後可進入多週目模式，在保留上週目裝備與能力參數下再次進行遊戲。遊戲難度對遊戲的內置計時器有所影響：在雷光進行探索時，內置計時器將持續運作，簡易難度中遊戲內一天約為現實時間二至三小時，正常與困難遊戲內一天則約為現實時間一小時。遊戲開始時，內置計時器給予七天遊戲時間，最多能延長至十三天。計時器在對話、戰鬥、以及遊戲影片播放期間暫停運作。雷光也能運用其「時間暫停」（Chronostasis）能力使遊戲內時間暫時靜止。
遊戲任務對雷光成長與遊戲時間有直接影響：每完成一任務，雷光的能力參數均有所增長，其中主線任務對雷光的能力提升最為顯著。由於遊戲世界以實時運行，非玩家角色會持續活動，部分只在指定時段於指定地點徘徊，因此部分支線任務只能在指定時段內取得。雷光也能在各遊戲區域均有設立的壁報版「祈禱畫板」（Canvas of Prayers）處接受任務。同時每一完成一任務，雷光均可從心靈得到解放的非玩家角色身上取得名為「輝力」（Eradia）的能量，遊戲內每天早上六時，雷光會被傳送至遊戲時間靜止的「方舟」（Ark），為當中的「聖樹」（Yggdrasil）獻上輝力，輝力如達一定程度，遊戲時間將延長一天；然而某些行动会加快世界滅亡。雷光於方舟內亦可補充物資和取得新裝備。
遊戲設有「外世界服務」（Outerworld Services），容許玩家拍下遊戲截圖並在社交網站Facebook和Twitter加以分享，以及分享個人數值與戰鬥分數。Facebook服務於2015年4月被取消。

### 戰鬥系統

游戏战斗系统示例

遊戲採用「服裝轉換即時戰鬥」系統（Style-Change Active Time Battle），包含了前兩作的即時戰鬥職能系統元素，以及《最終幻想X-2》的換裝系統（Dressphere）：雷光能取得多種服裝（garb），各服裝有各自的ATB槽，不同戰鬥技能可自由搭配在對應遊戲手制按鈕的空格內，最後選出三套服裝搭配不同武裝與飾品成為完整套裝（Schemata）於戰鬥中選用，是項設定容許雷光在戰場上以最少幅度移動，在各套裝之間自由轉換以便即時作出不同的行動。大部分服裝與飾品能在遊戲內的店舖中購入或在完成任務後取得，較強力的服裝、道具和武裝只能在困難模式中取得。各服裝有預設色調，玩家亦可自由更改。
與前作相同，遊戲內敵人於開放式環境中隨機出現，玩家可自由決定迎戰或迴避。敵人數量於晚上較多，其攻擊力將隨著遊戲內部時間流逝逐漸增加。在消滅一敵人種類的所有標準版後，其「最後一隻」（Last One）將作為頭目現身，擊敗牠能獲得較高報酬，同時使該敵人種類於是次遊戲旅程中滅絕。
戰鬥於雷光向現身敵人攻擊或被攻擊後展開，戰鬥如在敵人被雷光攻擊下展開，敵人生命值將在戰鬥開始時下降；如戰鬥在雷光被敵人攻擊下展開，雷光生命值將在戰鬥開始時被扣減。雷光每次作出攻擊均會消耗當前服裝的ATB槽，已消耗的ATB值能在雷光停止攻擊行動或切換至另一服裝時逐漸回復，攻擊包括接近戰的實體攻擊以及遠距戰的魔法攻擊，防禦時可使用盾牌抵擋敵攻擊或使用「閃避」（evade）技能。各敵人均有「擊倒計」（Stagger meter），由一道線條代表其生命值，每次承受雷光的指定攻擊時將出現起伏，起伏擴大至一定數值時敵人會被擊倒，期間抗傷害力將下降。戰鬥期間，雷光亦可消耗「能量點數」（Energy Points）以輔助戰鬥，包括發動「超頻」（Overclock）減慢時間流逝以便於短時間內作出更多攻擊，以及發動雷光絕招「王牌驅散」（Army of One）。戰鬥勝出後雷光可取得金錢、回復部分能量點數、以及隨機取得戰鬥技能。在遊戲的簡易模式中，雷光在戰鬥結束後可原地不動以自行回復失去的生命值；在正常及困難模式中，戰鬥中損失之生命值將不會自動回復，需要透過耗用補給品恢復，同時雷光如逃離戰鬥或陣亡，遊戲內部時間將扣減一小時。

## 剧情

### 设定
承接《最終幻想XIII-2》，大脈衝（Gran Pulse）遭混沌（Chaos）吞噬且逐漸步向崩壞，五百年後世界只剩下由四個大陸（光都路克瑟里歐（Luxerion）、悠斯南（Yusnaan）、蠻荒原野（The Wildlands）、死亡沙丘（Dead Dunes））組成的世界諾斯·帕托思（Novus Partus）。五百年前之新建人工繭「布涅貝哲」（Bhunivelze）則浮於空中，內部是時間靜止之區域「方舟」（Ark）。

### 角色
《最终幻想XIII》和《最终幻想XIII-2》的核心人物雷霆為本作主角，被《XIII》系列世界观的主神布涅贝哲选為解放者，作為游戏中唯一的可控角色與故事讲述者；霍普·埃斯特海姆使用无线通訊协助雷霆進行旅程；斯诺·维利亚斯在未婚妻兼雷霆妹妹塞拉·法隆死后遭受巨大打击，作為世上最后一个路希擔任不夜城悠斯南的领导者；奥尔芭·黛亚·香草和奥尔芭·云·芳从水晶状态下醒来，云芳成为了死亡沙丘中一强盗团伙的首领，香草获得了倾听死者声音的能力，被奉为圣女负责保护光都路克瑟里欧的秩序；诺艾尔·克莱斯为女神艾特罗和塞拉的死感到内疚，成为了路克瑟里欧治安维持会的成员；萨兹·卡兹罗伊居於蛮荒原野，其子多吉长期处于昏迷状态，莫古利族也在该地区建立了家園；雷霆的敵人凯厄斯·巴拉德把混沌带到人间；預言家帕朵拉·努思·幽儿的不断死亡和转生是凯厄斯行动的原因。游戏引入了酷似塞拉的神秘少女露蜜娜，在雷霆的旅程中進行干預和有时提供協助。

### 故事
雷光於沉睡五百年後被光明之神布涅貝哲喚醒，作為只餘下13天壽命之世界的解放者：為人們解決困難以解放其靈魂，從而延長世界餘壽和引導他們前往布涅貝哲創造之新世界。霍普·埃斯特海姆則被布涅貝哲選上，於方舟內協助雷光的旅程。為使二人更合適其職責，布涅貝哲奪去了二人大部分情感，也把霍普外貌回復至14歲時的少年模樣。
光都路克瑟里歐出現一連串謀殺事件，死者全是擁有粉紅色頭髮之女性。雷光進行調查後發現凶手為一個信奉死亡女神艾特羅的反抗組織（因認為解放者將毀滅世界而殺害所有與解放者外貌特徵相近之人），過程中亦被諾艾爾·克萊斯跟蹤：神秘少女露蜜娜向諾艾爾展示了預言，指出只要他殺死雷光就能實現他與帕朵拉·努思·幽兒重聚的願望。二人在反抗組織即將殺死另一名無辜女性前把眾成員殺死，其後進行決鬥。雷光於擊敗諾艾爾後使他覺悟其非，同時解放了其靈魂。事後雷光於路克瑟里歐大教堂與約爾芭·黛亞·班尼拉會晤，得知她因能與聽見死者之聲音而被奉為聖女，同時班尼拉向雷光展示教堂內死者靈魂的聚集之地：為了為以往的行為贖罪，班尼拉正在為一場於世界末日進行以淨化死者靈魂之儀式作準備。
於不夜城悠斯南，太守冰雪·維里耶長期藏身於其宮殿內，雷光潛進宮殿深處後發現內部出現了巨大的混沌，而冰雪一直對自己無力阻止莎拉的死亡而自責，且計劃在耗盡其路希力量吸收該混沌並變成屍骸後被雷光殺死。雷光於擊敗屍骸冰雪後重燃他對莎拉的希望而使他回復正常並解放了其靈魂。此外於蠻荒原野，雷光從怪物手上救下了一隻純白陸行鳥「英烈祠天使」（雷光之召喚獸奧丁之轉生），並在牠康復後按當地傳說所言騎乘牠前住英烈祠遺跡。於遺跡中雷光遇上凱厄斯·巴拉德及多個幽兒：幽兒的不斷轉世和重生正是混沌的起源，而雷光於擊敗凱厄斯亦發現他與幽兒的牽絆導致他無法得到救贖；雷光除了在原野森林區遇上莫古利族，亦於原野一艘墜落飛艇遇上薩茲·卡茲羅伊，得悉其子多吉自數百年前起因靈魂化為了下落不明的碎片而一直沉睡不醒。於雷光取回全部靈魂碎片，以及露蜜娜提醒薩茲其焦慮乃其子沉睡的另一原因後，多吉終醒來並使薩茲的靈魂得到解放。
雷光其後於死亡沙丘與當地盜賊團首領約爾芭·瑜·牙會晤並協助她於遺跡中尋找被稱為「聖寶」之遺物，但在尋獲它時牙打算把它毀滅：聖寶乃儀式之關鍵用具而儀式將奪去班尼拉性命。此時救世院成員進入遺跡並乘雷光和牙應付怪物之際奪去聖寶。於第十一天，死者靈魂透過雷光舊識希德·雷恩斯向雷光表示救世院欺騙了班尼拉：救世院希望淨化在世者，使他們能忘卻死者並迎接新世界，因此計劃犧牲班尼拉以完成儀式和毀滅所有亡靈。雷光聽畢後決定阻止儀式，但希德警告此舉將違背布涅貝哲之意願。
於世界最後一天，霍普透露布涅貝哲一直利用他監視雷光，而現今他已失去利用價值。雷光在霍普道別和消失後前往路克瑟里歐大教堂，在諾艾爾、冰雪和牙協助下尋獲班尼拉並說服她終止儀式和解放死者靈魂，莎拉的靈魂短暫出現於雷光眼前，但霍普（布涅貝哲化身）隨即帶走了莎拉和眾人作質。於教堂深處，雷光被傳送至神的領域，布涅貝哲向雷光展示祂為重生靈魂準備了的新世界，但因儀式被阻止了而決定把它毀滅和重新創造世界和人類，而雷光一直以來面對的考驗均是作為取代艾特羅繼承死亡女神的試煉。在布涅貝哲拒絕交還霍普的靈魂後，雷光把祂擊敗並救回霍普，其後在各同伴和召喚獸協助下讓所有死者靈魂脫離布涅貝哲的控制，莎拉亦復活與雷光重逢。在雷光集合所有靈魂之力量消滅布涅貝哲後，凱厄斯與一眾幽兒選擇取代死亡女神以維持世界的平衡，只有幽兒的最後一個轉世體因希望與諾艾爾在一起而被釋放。各召喚獸與莫古利消失；雷光與其同伴和所有靈魂前往新世界重新生活。

## 開發
前作《最終幻想XIII-2》開發期間，開發團隊已在構思故事後續的可能性與本作的世界觀，但當時未有創作續作的實際決定。本作開發工作於2012年5月（XIII-2最後的追加下載內容推出後不久）展開，總監鳥山求表示希望述說更多雷光的故事，但上述追加下載內容未能為雷光劃上滿意的句點。遊戲開發時間比前兩作短，製作人北瀨佳範解釋團隊不欲玩家忘記前兩作的劇情，以及需要趕在次世代遊戲主機發行前為《最終幻想XIII》系列作出終結，因而提高製作速度。本作亦是第七主機世代中最後的原創最終幻想作品，不會提供次世代主機版本。曾與《XIII-2》團隊合作的製作商Tri-Ace回歸協助遊戲圖形開發工作。
遊戲的核心劇情概念乃雷光作為遊戲角色的重生，同時團隊希望吸引新玩家，因此遊戲被命名為「雷光歸來」而非「XIII-3」。北瀨佳範認為雷光在前作中情感克制，早期玩家或未能認同，因此雷光在本作中被設定得較陰沈與脆弱。曾編寫前兩作劇情的作家渡辺大祐負責本作劇情，與鳥山求及其他人員在概念過程中構思產生本作劇情的重要事件，劇情創作過程緩慢，對團隊其餘人員的工作造成困難，渡辺因此加緊創作，並希望使劇情比前兩作更鋒芒畢露。
遊戲以《XIII》系列（團隊常稱之為「雷光傳說」）的最終作為前提開發，但也有意作為《最終幻想》系列的獨立作品：遊戲標誌並非由系列過去沿用的設計師天野喜孝設計；遊戲劇情進度的概念為「受世界驅動」，與玩家互動的世界將不受玩家行動影響而獨立前進，包括非玩家角色將在不同時間出現於不同地點，此概念間接造成了戰鬥系統設計師阿部雄仁在研究了末日之鐘後提出的時間限制。時間限制的另一靈感來源為2011年電影《潛逃時空》。由於時間限制過往被視為角色扮演遊戲的禁忌，因此本作的時間限制設定被公開時，有聲音認為是一大突破，但部分試玩人員事後反映未有足夠時間完成遊戲，開發團隊其後作出調節，使玩家有較充裕的遊戲時間。
遊戲的開放世界參考了《上古卷軸V：天際》，部分遊玩方式參考了《黑暗靈魂》。為協助新玩家適應遊戲，前兩作中大部分難度較高的元素被刪去。本作並未大量重用前兩作的素材，團隊選擇從零開始築構大部分遊戲內容，尤其是世界設計與非玩家角色行為。前兩作使用的遊戲引擎水晶工具因並非對應開放世界而需要大幅修改。有別於前兩作，本作大部分劇情影片在遊戲仍在開發階段中已完成，因此影片內人物在設計完畢前由多個暫替物件與模型代替，團隊亦徹底檢查了雷光各服裝與武裝以確保它們能在劇情影片中正確無誤地出現，以及確保雷光即使身穿較暴露的服裝也不會在戰鬥中露出內衣。由於遊戲大多使用新製素材，各世界區域的開發時間比前作為長，劇情影片有時亦因整體劇本在早期開發階段未經落實而需要重製。角色配音方面，有別於一般先由配音員進行演出再塑造角色面部表情的作法，參與本作的配音員在不同劇情影片製作完畢後才進行配音。
本作的戰鬥系統概念在討論《XIII》的戰鬥系統時已有提及，但因當時的技術限制與未能在團體戰中實施而未有在該遊戲中實現。是項設定因部分開發團隊成員希望雷光能在本作戰鬥中改變外觀而再被提及，為清空出足夠記憶空間容納該系統設定，可操作角色因而被減至一人。在使戰鬥系統以一人為基礎時，開發人員移除了任何容許遊戲角色進行劇情互動的機會，阿部雄仁認為此乃系統的主要缺點。系統除包含前兩作的元素，亦與《最終幻想XV》的戰鬥系統相似，但開發人員表示他們未有直接參考。
雷光各服裝由藝術總監上國料勇、首席藝術設計師松田俊孝、以及曾參與《最終幻想IX》與《最終幻想水晶編年史》的設計師板鼻利幸負責設計。三人參考了天野喜孝的角色設計與遊戲內各地區的氣氛，松田俊孝和板鼻利幸也負責了布涅貝哲和露蜜娜的角色設計。野村哲也回歸本作為雷光與冰雪設計新形象。遊戲世界的設計參考了中東、亞洲與工業革命倫敦的文化與建築，原定為一個單一島嶼，但隨著遊戲開發而最終分作四個區域，開放式設定則參考了包括《最終幻想XI》等線上多人遊戲。四個區域被設定為擁有鮮明的氣氛與主題，築構工作與品質監控由個別小型團隊負責。藝術團隊參考了多個真實地點：光都路克瑟里歐與不夜城悠斯南參考了巴黎與拉斯維加斯，死亡沙丘與蠻荒原野參考了開羅與哥斯達尼加。遊戲的最後劇情影片參考了歐洲南部。

### 音樂
遊戲音樂由創作《XIII》音樂的浜渦正志、以及創作《XIII-2》音樂的水田直至與鈴木光人共同創作。日本樂隊Language與電子遊戲樂團亦有參與音樂錄製。多個配樂使用了《XIII》系列中經常出現的主題「Blinded by Light」作為主旋律。有別於前兩作，本作沒有主題歌曲；主題音樂為純管弦樂曲。宣傳音樂集「雷光歸來：最終幻想XIII先行聲集」於2013年7月推出；主音樂集「雷光歸來：最終幻想XIII原聲集」分作四只光碟，於2013年11月21日發行；額外音樂集「雷光歸來：最終幻想XIII追加聲集」包含未使用音樂與經典主題音樂的重編版本，於2014年3月26日發行。遊戲內有多個音樂彩蛋，使用了最終幻想系列部分以往作品的旋律。主音樂集與額外音樂集在日本音樂資訊服務公司Oricon中曾分別達到第29位與第211位。

## 销售
在《最终幻想XIII-2》发售前，“最终幻想XIII-3”的域名被注册时，就有了关于第二部续作的传言；但这实为史克威尔艾尼克斯西方部门，在未告知母公司的情况下，自行注册的。在《XIII-2》悬而未决的结局广为人知后，制作者发布声明称，此举是为向爱好者推出扩充故事DLC。然而公司在最后一部DLC推出后，正式宣布将继续发行《XIII》相关内容。在2012年8月的系列25周年纪念前的酝酿活动中，公司开设预告片网站“A Storm Gathers”，宣布以相同主人公，继续制作XIII系列新作。鸟山、上国料、渡边和北濑详述了游戏核心概念，但游戏自身没有公开。角色对话会随游戏时间变化，所以西方版翻译、配音和对口型的工作量超过前两作，因此游戏在原版两月多后推出。开发团队反思了宣传和销售策略。他们和代理销售公司许多游戏的村上洋平紧密合作。公司在2013年各游戏活动中大力宣传《雷霆归来》。同时《最终幻想XIV：重生之境》的玩家事件也出现了雷霆和《XIII》的怪物。

### 追加下载内容
前作推出的追加下载内容包括角色服装、附加故事篇章、以及战斗竞技场，評價褒貶不一。服装被評論認為只具装饰作用但受玩家喜爱；故事篇章受廣泛批評，被指使原游戏不完整。开发者因此决定本作全部情节直接通过零售版销售，但以預售追加下載內容的形式制作雷霆战斗服装，收錄於部分限量版游戏的预定奖励包中，分別是《最终幻想VII》角色克劳德·史特莱夫的服装、武器和装备，以及日本武士服装。史克威尔艾尼克斯举办了跨游戏宣传活动，日本部门制作了《最终幻想X》角色尤娜的服装，贈予购买日本版PlayStation 3或Vita《X HD重制版》的玩家，该服装后来通过Amazon.com独家预定發行。更多追加下載服裝在游戏发行后推出，其中包括莫古力装扮。西方版于2014年2月11日免费推出追加下載內容，提供日本語配音和發音口型，推出两周后开始收费。

### 版本与相关产品
《雷霆归来》于2013年11月21日在日本、台湾和香港发售，2014年2月11日、13日和14日分别在北美、欧洲和澳洲发售。游戏除普通版外，还有特别包装的“Lightning Ultimate box”版发行。后者收录《最终幻想XIII》、《XIII-2》和《雷霆归来》游戏本题、雷霆小手办、游戏音乐选辑，以及一册原画书。亚洲还推出特别主题Dualshock 3同捆版。史克威尔艾尼克斯在北美，通过公司在线商店发售收藏版游戏；该版本收录了游戏本体、原画册、刻有游戏标识的怀表，以及服装DLC下载码。游戏预定于2015年，通过Steam发行Microsoft Windows移植版。
史克威尔艾尼克斯在日本的宣传中，和糖果公司江崎固力果合作，销售了一系列游戏包装的百奇点心。公司按雷霆在本作中的形象，创作了Play Arts Kai手办。随游戏推出的还有Ultimania攻略本，书中收录概念图和角色原画，制作人员访谈，游戏敌人、大陆地图、事件时间等资料。日本原计划发行设定在《XIII-2》和《雷霆归来》情节间的小说《混沌时代编年史》，但因作者生病而取消。在游戏推出后，三卷后传小说《最终幻想XIII 追忆 -记忆之追迹者-》通过《周刊Fami通》杂志刊载。小说由渡边编写，并融入《混沌时代编年史》的内容，小说体裁为XIII系列主角采访。

## 评价
| 汇总媒体     | 得分                                             |
| ------------ | ------------------------------------------------ |
| GameRankings | X360：72%（16篇评论） PS3：66%（40篇评论）       |
| Metacritic   | X360：69/100（21篇评论） PS3：66/100（62篇评论） |

| 媒体           | 得分   |
| -------------- | ------ |
| Destructoid    | 7.5/10 |
| Edge           | 6/10   |
| Eurogamer      | 8/10   |
| Game Informer  | 7/10   |
| GameSpot       | 5/10   |
| IGN            | 7/10   |
| 游戏机实用技术 | 23/30  |
| Fami通         | 37/40  |

### 销量
《雷霆归来》PlayStation 3版本的日本首周销量为27.7万套，高於任天堂的《超级马里奥3D世界》，登上当周排行榜首位。Xbox 360版本於同期售出4,000套，為《XIII-2》Xbox 360版本首周销量的一半以下。PlayStation 3版本在2013年底售出404,147套，为当年第17畅销游戏。《雷霆归来》在英國十大首发游戏中排第三，以及在2014年2月十大畅销电子游戏中排第8。時至2014年5月，家用主機版遊戲於全球共售出約80万套。而之後發行的PC版本則在Steam平台上賣出約37萬份。

### 媒體評論
《雷霆归来》获得媒体的不一评价。《Fami通》杂志四名评论者分别打出10、10、8、9分，合计37分。杂志之后在Fami通奖2013中，授予《雷霆归来》“优秀奖”。按照西方评论汇总网站GameRankings和Metacritic的统计，Xbox 360版平均得分为72%（16篇评论）和69/100（21篇评论），PlayStation 3版为66%（40篇评论）和66/100（62篇评论）。
战斗系统获得大量评论称赞。《PlayStation官方杂志》的马特·艾略特表示游戏战斗系统很有趣，觉得“像是最终幻想：有力的、新款的，之前的回合制战斗的类似品”。IGN的马蒂·席尔瓦也很欣赏战斗系统，表示“《雷霆归来》干得很好，我可以制作（三套）独特而私人的（套装）”。Game Informer的乔·朱巴也对系统表示称赞，他认为系统比上两作有改进，换装创造出“快节奏、高压力的系统，让战斗变得刺激”。Eurogamer的西蒙·帕金称，较之于其他XIII游戏，本作系统“或许是现今最棒，但却无疑是最稳定的版本”，《游戏机实用技术》表示了类似观点，并称战斗有掉帧问题，GameSpot凯文·瓦若德则表示，若非这少量缺陷，游戏“可能跻身最终幻想最佳战斗系统之列”。《Fami通》表示战斗系统总体“优秀”，称其快节奏而有趣，但輕度玩家即使是简单難度，也需要一些時間適應。
任务制系统的赞扬声不多，席尔瓦称他“感觉像陷入MMO的开放时间”，朱巴也形容任务“枯燥”。帕金表示任务“好比末日之钟监视下的琐事”。然而瓦若德称赞许多任务“自身就非常有趣”，足以将玩家带入世界。Destructoid的戴尔·诺思认为，游戏时限让做任务成了“浪费宝贵时间”。时限系统本身褒贬不一。席尔瓦对游戏时限的“迫切感”表示“非常喜欢”，但瓦若德认为时限是和玩家作对，并“几乎抵触游戏其他各方各面”。朱巴对规划未来日子表示喜爱，但也表示这限制了探索，并“严格（限制）你全面深入探索某些系统的能力”。艾略特称，过重的时限压力，加之逃离战斗的时机，让他感到不悦。《Fami通》编辑则表示，时限並非很大的压力因素。
游戏画面评价分化。席尔瓦表示地点“画面有趣多变”，瓦若德也表示玩家“会不自禁呆看着眼前的美丽奇观”。朱巴欣赏主角与环境的整体外观设计，但对环境纹理和非玩家角色表示批评。艾略特称赞了CG过场，但认为“平淡、形状简单的小巷就像没有润色”。《Fami通》也對环境表示称赞。
大多数评论者对游戏情节评价不佳。席尔瓦认为故事“沉浸在乏味的感伤中，对这些投入100多小时的角色，没能给我担心他们的理由”。朱巴称故事是个“玩笑”，雷霆作为角色几无发展，故事“毁灭了（她）在这个世界中，一切可留恋的贡献”。瓦若德认为大量角色对话令人困惑且不和谐；《游戏机实用技术》对游戏丰富的支线表示称赞，但帕金认为，虽然支线任务与对话有所凸显雷霆人格，但故事未能修复前两部游戏的问题。艾略特称，“疯狂故事的典型”乃玩此游戏的原因之一。

### 官方回应
鸟山求在接受采访时表示遊戏的时间系统乃日本大多数消极评价的來源，但在遊戲已发行一段时间、玩家习惯了其微妙之处时，评价变得更为正面。北濑在游戏网站《Joystiq》中承認評價褒贬不一但對此並不驚訝，表示在开始製作游戏时已承担了全新的挑战，某种程度上已料到会有不同的观点，因此不一的評價或多或少已在預料之内。

### 遊戲台詞
1. 1 2  Square Enix. . PlayStation 3, Xbox 360. Square Enix. 2014-02-11. Datalog – Almighty Bhunivelze: Almighty Bhunivelze, god of light, stands above all others and holds the world in his palm. ... It was Bhunivelze who called to Lightning, forcing her to awaken from her long crystal sleep and become the savior.
2. ↑  Square Enix. . PlayStation 3, Xbox 360. Square Enix. 2014-02-11. Datalog – Creating a new world: Almighty Bhunivelze has decided to bring this world to an end and make a new one. There is no way to save Nova Chrysalia from the chaos in which it is sinking. ... Bhunivelze will use the souls of the saved to populate his new world. For that purpose, he has selected a savior to gather the souls and prepare them for the new world.
3. ↑  Square Enix. . PlayStation 3, Xbox 360. Square Enix. 2014-02-11. Lightning: Hope Estheim. Once, long ago, we fought side by side, bound by a common destiny. ... When I woke, the Hope who I'd seen become a man was a boy again.
4. ↑  Square Enix. . PlayStation 3, Xbox 360. Square Enix. 2014-02-11. Lightning: All this time, you've been dreaming of a new world where you're reunited with Yeul. / Noel: It's no dream, Lightning. The future's right there in the Oracle Drive. If I kill the savior, then the world will be reborn. And this time, it's going to happen like it's supposed to. It's going to work.
5. ↑  Square Enix. . PlayStation 3, Xbox 360. Square Enix. 2014-02-11. Datalog – The Winds of Chaos: Vanille herself says that she wants to use this power to bring the peace to the dead. It is a wish born of the remorse that she still feels for all the deaths for which she believes she was responsible.
6. ↑  Square Enix. . PlayStation 3, Xbox 360. Square Enix. 2014-02-11. Datalog – Mission 2-3: A Solitary Patron: Snow has been using his l'Cie powers to absorb the Chaos, fighting a solitary battle against the rising tide. In a last desperate act, Snow allows himself to be transformed into a Cie'th and attacks Lightning. But she cries out one last appeal: Don't let your love for Serah disappear into the Chaos! Somehow, Snow hears her - and returns to human form.
7. ↑  Square Enix. . PlayStation 3, Xbox 360. Square Enix. 2014-02-11. Datalog – Odin: Odin, the silver eidolon, is Lightning's sworn ally. ... Lightning never knew what happened to Odin after she was defeated in Valhalla, but he was in fact reborn as the Angel of Valhalla.
8. ↑  Square Enix. . PlayStation 3, Xbox 360. Square Enix. 2014-02-11. Lumina: Sazh was desperate to save his son - but that desperation nearly drove him mad. Dajh saw what was happening and got scared. So he hid his heart away.
9. ↑  Square Enix. . PlayStation 3, Xbox 360. Square Enix. 2014-02-11. Lightning: Fang. What are you doing!? This is what you've been looking for! / Fang: I'm not letting anyone else have it! If Vanille uses this damn thing, she'll die. ... Yeah, "purity" the dead, put them to their eternal rest - all it'll take is the life of a saint!
10. ↑  Square Enix. . PlayStation 3, Xbox 360. Square Enix. 2014-02-11. Lightning: Cid Raines. / Cid: That was once a man's name, but now it means nothing. His soul has dissolved into the swirl of Chaos. ... I am the voice of the many, of the countless multitude who call Chaos home. I am the speaker for the dead.
11. ↑  Square Enix. . PlayStation 3, Xbox 360. Square Enix. 2014-02-11. Lightning: She can do what I can't. Vanille can bring salvation to the dead. / Cid: Yes. But she doesn't know what she is capable of. The Order has kept the truth from her. ... The Soulsong will destroy us and make you forget we ever existed. Murder on a grand scale. / Lightning: You want me to stop her, right? / Cid: Yes. And then you must tell her what her real power is, so she can lead us to salvation. / Lightning: Is this what you all want? / Cid: It is. But it is not God's will. If you answer our prayer, it will mean defying Bhunivelze.
12. ↑  Square Enix. . PlayStation 3, Xbox 360. Square Enix. 2014-02-11. Hope: It's too late for me now. I had a job. I was God's eyes and ears, made to watch over everything you did. But now the last day is here, and God doesn't need me anymore. I'll just ... disappear.
13. ↑  Square Enix. . PlayStation 3, Xbox 360. Square Enix. 2014-02-11. Datalog – The Saint's Decision: Noel. Fang. Snow. Lightning's friends and allies from the past all came together to stop the Soulsong. ... The Soulsong was a lie, meant to destroy the souls of the dead and keep the new world for the chosen few. When Vanille realized this, she stopped the ceremony and instead worked together with Fang to summon the dead to her.
14. ↑  Square Enix. . PlayStation 3, Xbox 360. Square Enix. 2014-02-11. Datalog – Judgment: Lightning turned her back on God and put a stop to the Soulsong—and Serah's soul appeared before her, as if she had been waiting for Lightning to make the correct choice. ... Yet their reunion was fleeting. The bells that marked the end of the world began tolling, and Bhunivelze awoke. The almighty god descended upon the world in Hope's body and snatched away the souls of Serah and Lightning's friends.
15. ↑  Square Enix. . PlayStation 3, Xbox 360. Square Enix. 2014-02-11. Datalog – The Final Battle: In God's plan, Lightning is to take the place of the fallen Etro and watch over the souls of the dead, ensuring that they are reborn and that the cycle of life continues. Without such a goddess, the new world will suffer the same fate as the old one has.
16. ↑  Square Enix. . PlayStation 3, Xbox 360. Square Enix. 2014-02-11. Lightning: I have to stay. Someone has to control the Chaos. I have to keep it safe. The new world ... and you ... and all of humanity.
17. ↑  Square Enix. . PlayStation 3, Xbox 360. Square Enix. 2014-02-11. Lightning: We don't need God anymore. / Caius: The living don't need a god, but the dead do. A god to protect them. A god of salvation. / Yeuls: We shall become that god. We will rule over the Unseen Realm, and from there, we will look over the cycle of death and rebirth.
18. ↑  Square Enix. . PlayStation 3, Xbox 360. Square Enix. 2014-02-11. Caius: If it is your wish - you will die in her place. / Noel: Go ahead. Do your worst. / Caius: Then swear on your life ... Keep [Yeul] safe. / Yeuls: She is the last of us. Only she can be free. Caius has released her from the fate of the seeress.
19. ↑  Square Enix. . PlayStation 3, Xbox 360. Square Enix. 2014-02-11. Lightning: This journey is over now. I wonder when the next will begin. I only know ... that soon, we'll be together.